# Liga das Nações da CONCACAF
A Liga das Nações da CONCACAF é um torneio de futebol disputado pelas seleções principais afiliadas a CONCACAF. As partidas serão disputadas nas datas atualmente alocadas para os amistosos internacionais no Calendário Oficial de Partidas Internacionais da FIFA.
A primeira edição do torneio aconteceu em setembro de 2019, com os Estados Unidos campeão.
A competição serve como seletiva para a Copa Ouro da CONCACAF e Copa América entre o acordo da CONCACAF e CONMEBOL ,com base para o ranking que organiza as equipes em fases iniciais das Eliminatórias para a Copa do Mundo. Os países são organizados em três ligas de acordo com o nível técnico das seleções, havendo ao final da competição, além da premiação aos campeões, a adoção de ascenso e descenso.

## Resultados
| 2019–20 | Estados Unidos | Estados Unidos | 3 – 2 | México | Honduras | 2 – 2 (5 – 4 pen) | Costa Rica     |
| 2022–23 | Estados Unidos | Estados Unidos | 2 – 0 | Canadá | México   | 1 – 0             | Panamá         |
| 2023–24 | Estados Unidos | Estados Unidos | 2 – 0 | México | Jamaica  | 1 – 0             | Panamá         |
| 2024–25 | Estados Unidos | México         | 2 – 1 | Panamá | Canadá   | 2 – 1             | Estados Unidos |

## Conquistas por país
| Equipe         | Campeão                       | Vice-campeão         | Terceiro lugar | Quarto lugar         |
| -------------- | ----------------------------- | -------------------- | -------------- | -------------------- |
| Estados Unidos | 3 (2019-20, 2022-23, 2023-24) |                      |                | 1 (2024-25)          |
| México         | 1 (2024–25)                   | 2 (2019-20, 2023-24) | 1 (2022-23)    |                      |
| Canadá         |                               | 1 (2022-23)          | 1 (2024-25)    |                      |
| Panamá         |                               | 1 (2024–25)          |                | 2 (2022-23, 2023-24) |
| Honduras       |                               |                      | 1 (2019-20)    |                      |
| Jamaica        |                               |                      | 1 (2023-24)    |                      |
| Costa Rica     |                               |                      |                | 1 (2019-20)          |

## Resultados por seleção
- 1.º – Campeão
- 2.º – Vice-campeão
- 3.º – Terceiro lugar
- 4.º – Quarto lugar
- Promovido
- Permaneceu
- Rebaixado
- – Sede da fase final

| Anguila                  | C | Estável | C | Estável | C | Estável |  |  |
| Antígua e Barbuda        | B | Estável | B | Estável | B | Estável |  |  |
| Aruba                    | B | Baixa   | C | Estável | C | Aumento |  |  |
| Bahamas                  | C | Aumento | B | Estável | B | Baixa   |  |  |
| Barbados                 | C | Aumento | B | Estável | B | Baixa   |  |  |
| Belize                   | B | Estável | B | Estável | B | Baixa   |  |  |
| Bermudas                 | A | Baixa   | B | Estável | B | Estável |  |  |
| Bonaire                  | C | Estável | C | Estável | C | Aumento |  |  |
| Canadá                   | A | Estável | A | 2       | A | Estável |  |  |
| Costa Rica               | A | 4       | A | Estável | A | Estável |  |  |
| Cuba                     | A | Baixa   | B | Aumento | A | Estável |  |  |
| Curaçau                  | A | Estável | A | Estável | A | Baixa   |  |  |
| Dominica                 | B | Baixa   | C | Estável | C | Aumento |  |  |
| El Salvador              | B | Aumento | A | Estável | A | Baixa   |  |  |
| Estados Unidos           | A | 1       | A | 1       | A | 1       |  |  |
| Granada                  | B | Aumento | A | Estável | A | Baixa   |  |  |
| Guadalupe                | C | Aumento | B | Estável | B | Aumento |  |  |
| Guatemala                | C | Aumento | B | Aumento | A | Estável |  |  |
| Guiana                   | B | Estável | B | Estável | B | Aumento |  |  |
| Guiana Francesa          | B | Estável | B | Estável | B | Aumento |  |  |
| Haiti                    | A | Baixa   | B | Aumento | A | Baixa   |  |  |
| Honduras                 | A | 3       | A | Estável | A | Estável |  |  |
| Ilhas Caimã              | C | Estável | C | Estável | C | Estável |  |  |
| Ilhas Virgens Americanas | C | Estável | C | Estável | C | Estável |  |  |
| Ilhas Virgens Britânicas | C | Estável | C | Estável | C | Estável |  |  |
| Jamaica                  | B | Aumento | A | Estável | A | 3       |  |  |
| Martinica                | A | Estável | A | Estável | A | Estável |  |  |
| México                   | A | 2       | A | 3       | A | 2       |  |  |
| Monserrate               | B | Estável | B | Estável | B | Estável |  |  |
| Nicarágua                | B | Estável | B | Estável | B | Aumento |  |  |
| Panamá                   | A | Estável | A | 4       | A | 4       |  |  |
| Porto Rico               | C | Estável | C | Aumento | B | Estável |  |  |
| República Dominicana     | B | Estável | B | Estável | B | Estável |  |  |
| São Cristóvão e Neves    | B | Baixa   | C | Aumento | B | Baixa   |  |  |
| Santa Lúcia              | B | Baixa   | C | Aumento | B | Estável |  |  |
| São Martinho Francês     | C | Estável | C | Estável | C | Aumento |  |  |
| São Martinho Neerlandês  | C | Estável | C | Aumento | B | Estável |  |  |
| São Vicente e Granadinas | B | Estável | B | Estável | B | Estável |  |  |
| Suriname                 | B | Aumento | A | Estável | A | Estável |  |  |
| Trinidad e Tobago        | A | Baixa   | B | Aumento | A | Estável |  |  |
| Turcas e Caicos          | C | Estável | C | Estável | C | Estável |  |  |

### Maiores Goleadas
Estas são as goleadas que aconteceram na competição futebolística, a partir de 5 gols de diferença.
| Data       | Cidade              | Mandante                | Placar | Visitante                |
| ---------- | ------------------- | ----------------------- | ------ | ------------------------ |
| 05/09/2019 | Cidade da Guatemala | Guatemala               | 10 – 0 | Anguila                  |
| 17/11/2019 | Les Abymes          | Guadalupe               | 10 – 0 | Turcas e Caicos          |
| 16/10/2023 | Basseterre          | São Martinho Francês    | 8 – 0  | Anguila                  |
| 11/10/2019 | Washington, D.C.    | Estados Unidos          | 7 – 0  | Cuba                     |
| 11/06/2022 | Willemstad          | São Martinho Neerlandês | 8 – 2  | Turcas e Caicos          |
| 24/03/2023 | Saint George's      | Granada                 | 1 – 7  | Estados Unidos           |
| 07/09/2019 | Toronto             | Canadá                  | 6 – 0  | Cuba                     |
| 06/09/2019 | Montego Bay         | Jamaica                 | 6 – 0  | Antígua e Barbuda        |
| 15/10/2019 | Willemstad          | Aruba                   | 0 – 6  | Jamaica                  |
| 08/09/2019 | Paramaribo          | Suriname                | 6 –0   | Nicarágua                |
| 14/06/2022 | Santo Domingo       | Haiti                   | 6 – 0  | Guiana                   |
| 21/11/2023 | Santo Domingo       | Guiana                  | 6 – 0  | Antígua e Barbuda        |
| 12/06/2022 | Mayagüez            | Porto Rico              | 6 – 0  | Ilhas Virgens Britânicas |
| 07/09/2023 | The Valley          | Anguila                 | 0 – 6  | São Martinho Francês     |
| 09/09/2023 | Nassau              | Bahamas                 | 1 – 6  | Porto Rico               |
| 21/11/2023 | Bayamón             | Porto Rico              | 6 – 1  | Bahamas                  |
| 25/03/2023 | Saint Croix         | São Martinho Neerlandês | 6 – 1  | Bonaire                  |
| 09/06/2022 | Cidade do Panamá    | Panamá                  | 5 – 0  | Martinica                |
| 10/06/2022 | Austin              | Estados Unidos          | 5 – 0  | Granada                  |
| 13/10/2023 | Bridgetown          | Barbados                | 0 – 5  | República Dominicana     |
| 19/11/2023 | Sainte-Anne         | Guadalupe               | 5 – 0  | São Cristóvão e Neves    |
| 12/09/2023 | Nassau              | Porto Rico              | 5 – 0  | Antígua e Barbuda        |
| 10/09/2019 | Mayagüez            | Porto Rico              | 0 – 5  | Guatemala                |
| 12/10/2019 | The Valley          | Anguila                 | 0 – 5  | Guatemala                |
| 16/11/2019 | Cidade da Guatemala | Guatemala               | 5 – 0  | Porto Rico               |

### Artilharia
Estes são os Maiores artilheiros da Liga das Nações da CONCACAF
| Pos. | Jogador          | Seleção                 | Gols | Torneios                  |
| ---- | ---------------- | ----------------------- | ---- | ------------------------- |
| 1    | Gerwin Lake      | São Martinho Neerlandês | 15   | 2019-20, 2022-23, 2023-24 |
| 2    | Billy Forbes     | Turcas e Caicos         | 14   | 2019-20, 2022-23, 2023-24 |
| 3    | Ricardo Rivera   | Porto Rico              | 12   | 2019-20, 2022-23, 2023-24 |
| 4    | Gleofilo Vlijter | Suriname                | 11   | 2019-20, 2022-23, 2024-25 |
| 5    | Gerald Díaz      | Porto Rico              | 10   | 2019-20, 2022-23, 2023-24 |
| 5    | Jonathan David   | Canadá                  | 10   | 2019-20, 2022-23, 2023-24 |
| 5    | Omari Glasgow    | Guiana                  | 10   | 2022-23, 2023-24          |
| 5    | Rangelo Janga    | Curaçau                 | 10   | 2019-20, 2022-23, 2023-24 |
| 6    | Shamar Nicholson | Jamaica                 | 9    | 2019-20, 2022-23, 2023-24 |
| 6    | Dorny Romero     | República Dominicana    | 9    | 2019-20, 2022-23, 2023-24 |
| 6    | Frantzdy Pierrot | Haiti                   | 9    | 2019-20, 2022-23, 2023-24 |
| 6    | Jamal Charles    | Granada                 | 9    | 2019-20, 2022-23, 2023-24 |
| 7    | Axel Raga        | São Martinho Francês    | 8    | 2023-24                   |
| 7    | Duckens Nazon    | Haiti                   | 8    | 2019-20, 2022-23, 2023-24 |
| 8    | Trayon Bobb      | Guiana                  | 7    | 2019-20, 2022-23, 2023-24 |
| 8    | Cyle Larin       | Canadá                  | 7    | 2019-20, 2022-23, 2023-24 |
| 8    | Juan Barrera     | Nicarágua               | 7    | 2019-20, 2022-23, 2023-24 |
| 8    | Emery Welshman   | Guiana                  | 7    | 2019-20, 2022-23, 2023-24 |
| 8    | Jaime Moreno     | Nicarágua               | 7    | 2019-20, 2022-23, 2023-24 |
| 8    | Rphaël Mirval    | Guadalupe               | 7    | 2019-20, 2022-23, 2023-24 |
| 8    | Lucas Cavallini  | Canadá                  | 7    | 2019-20, 2022-23, 2023-24 |
| 8    | Luis Paradela    | Cuba                    | 7    | 2019-20, 2022-23, 2023-24 |

### Artilheiros por edição
| Edição  | Jogador          | Seleção                 | Gols |
| ------- | ---------------- | ----------------------- | ---- |
| 2019-20 | Gleofilo Vlijter | Suriname                | 10   |
| 2022-23 | Gerwin Lake      | São Martinho Neerlandês | 8    |
| 2023-24 | Axel Raga        | São Martinho Francês    | 8    |

### Artilheiros por edição da Liga A
| Edição  | Jogador          | Seleção        | Gols |
| ------- | ---------------- | -------------- | ---- |
| 2019-20 | Jordan Morris    | Estados Unidos | 4    |
| 2022-23 | Jonathan David   | Canadá         | 4    |
| 2022-23 | Jesús Ferreira   | Estados Unidos | 4    |
| 2022-23 | Ricardo Pepi     | Estados Unidos | 4    |
| 2023-24 | Shamar Nicholson | Jamaica        | 5    |

### Artilheiros por edição da Liga B
| Edição  | Jogador          | Seleção  | Gols |
| ------- | ---------------- | -------- | ---- |
| 2019-20 | Gleofilo Vlijter | Suriname | 10   |
| 2022-23 | Carnejy Antoine  | Haiti    | 5    |
| 2023-24 | Omari Glasgow    | Guiana   | 7    |

### Artilheiros por edição da Liga C
| Edição  | Jogador        | Seleção                 | Gols |
| ------- | -------------- | ----------------------- | ---- |
| 2019-20 | Raphaël Mirval | Guadalupe               | 7    |
| 2022-23 | Gerwin Lake    | São Martinho Neerlandês | 8    |
| 2023-24 | Axel Raga      | São Martinho Francês    | 8    |